# یسلین کوئیپرس
یسلین کوئیپرس (انگلیسی: Jeslynn Kuijpers؛ زادهٔ ۲۳ ژوئن ۱۹۹۵) بازیکن فوتبال اهل پادشاهی هلند است که در حال حاضر برای باشگاه فوتبال زنان لوون در پست مهاجم بازی می‌کند.
وی همچنین در تیم‌های ملی فوتبال زیر ۱۷ سال، زیر ۱۹ سال و زنان هلند بازی کرده است.

## دوران باشگاهی

### ویلم دوم
یسلین کوئیپرس فوتبال خود را از باشگاه زادگاهش باشگاه فوتبال زاند در سن هشت سالگی آغاز کرد و علاقه‌اش به فوتبال از همان دوران کودکی شکل گرفت. در ابتدا به عنوان یک بازیکن جوان در سطح پایین‌تر شروع به بازی کرد، اما به سرعت توانست استعداد خود را در سطح بالاتر نشان دهد. در ۲۱ آوریل ۲۰۱۱، اولین بازی خود را در لیگ معتبر اردیویژه برای باشگاه فوتبال زنان ویلم دوم انجام داد، که با زاند همکاری داشت و اولین قدم‌ها را در دنیای حرفه‌ای فوتبال برداشت. این بازی نقطه آغازین یک مسیر حرفه‌ای در فوتبال زنان بود که برای او و تیمش اهمیت ویژه‌ای داشت. در آن زمان، او فقط ۲۰ سال داشت و با وجود سن کم توانسته بود در مسابقات حرفه‌ای خود حضور پیدا کند. پس از این تجربه‌ها، ویلم دوم برای او دروازه‌های بزرگتری را در دنیای فوتبال باز کرد.

### فنلو
پس از آن که ویلم دوم از فوتبال زنان کناره‌گیری کرد، یسلین کوئیپرس در ژوئن ۲۰۱۱ به باشگاه فوتبال زنان فنلو پیوست و این فرصت را پیدا کرد که در یک تیم بزرگتر و شناخته‌شده‌تر فوتبال بازی کند. او توانست در همان سال در ۲ سپتامبر ۲۰۱۱ اولین بازی خود را در لیگ برابر باشگاه فوتبال زنان توئنته انجام دهد. این بازی به او تجربه‌های زیادی آموخت و مهارت‌های فنی و تاکتیکی او را ارتقا داد. در تاریخ ۱۶ دسامبر ۲۰۱۱، اولین گل خود را در لیگ برابر باشگاه فوتبال زنان اوترخت به ثمر رساند و این گل که در دقیقه ۲۸ به ثمر رسید، سرآغاز یک دوره درخشان در فوتبال حرفه‌ای او شد. این گل نه تنها برای تیم فنلو اهمیت داشت، بلکه برای خود یسلین نیز به عنوان نقطه عطفی در پیشرفت حرفه‌ای او به یاد ماندنی بود. بعد از این، او در ۱۱ مه ۲۰۱۲ در برابر باشگاه فوتبال زنان پک زووله هت‌تریک کرد و این موفقیت‌ها باعث شد که بیشتر مورد توجه تیم‌ها و سرمربیان دیگر قرار بگیرد.

### پی‌اس‌وی
در ژوئن ۲۰۱۲، یسلین کوئیپرس به باشگاه فوتبال زنان پی‌اس‌وی پیوست. این انتقال نقطه عطف جدیدی در کارنامه حرفه‌ای او بود و توانست در این تیم بزرگ هلندی ادامه دهد. در ۲۴ اوت ۲۰۱۲ اولین بازی خود را برابر باشگاه فوتبال زنان آدو دن هاخ انجام داد. یسلین با پیوستن به پی‌اس‌وی فرصتی پیدا کرد تا سطح جدیدی از رقابت را تجربه کند و با تیمی که در عرصه داخلی و بین‌المللی به دنبال موفقیت‌های بیشتر بود، همکاری کند. او در ۳۰ نوامبر ۲۰۱۲ اولین گل‌های خود را در لیگ برابر پک زووله به ثمر رساند و در این بازی دو گل زد که برای تیم پی‌اس‌وی بسیار حیاتی بود. در ادامهٔ این موفقیت‌ها، او در ۲۹ ژوئن ۲۰۱۶ قرارداد خود را برای یک سال دیگر تمدید کرد و در ۲۳ دسامبر ۲۰۱۶ یک هت‌تریک برابر پک زووله به ثبت رساند. در ۱۴ مارس ۲۰۱۸، او همراه با نادیا کولن و سارا یوسیل قراردادهای خود را تمدید کردند و در ۱۳ سپتامبر ۲۰۲۰ اولین بازیکن تاریخ شد که ۲۰۰ بازی برای پی‌اس‌وی انجام داد. این موفقیت‌ها باعث شد تا او یک چهره برجسته در تیم و در دنیای فوتبال زنان هلند شود. در ۱۸ مارس ۲۰۲۲، یسلین قرارداد جدیدی به مدت یک سال با پی‌اس‌وی امضا کرد و این تیم همچنان از حضور او در ترکیب خود بهره برد تا این‌که زمان جدایی رسید.

### لوون
در ۵ ژوئن ۲۰۲۳، یسلین کوئیپرس به عنوان بازیکن جدید لوون معرفی شد و این تیم به عنوان باشگاه جدید او در مسیر حرفه‌ای‌اش شکل گرفت.

## دوران ملی
یسلین کوئیپرس در سطوح مختلف جوانان هلند بازی کرده است. او بخشی از تیم زیر ۱۹ سال هلند بود که جام ملت‌های اروپای زیر ۱۹ سال ۲۰۱۴ را فتح کرد. بعد از این موفقیت، یسلین به تیم ملی بزرگسالان هلند دعوت شد و در بازی‌های المپیک تابستانی ۲۰۱۶ به نمایندگی از کشورش به میدان رفت. او در ۱۰ آوریل ۲۰۱۶ در یک بازی دوستانه که با نتیجه ۲–۱ به تیم ملی فوتبال زنان کانادا باختند، اولین بازی ملی خود را انجام داد.